# Damianiter
Damianiter, även angeliter efter deras vanliga samlingsort Angelium, kallades lärjungarna till Damianus, patriark i Alexandria (d. 601).
Av sina motståndare benämndes de tetraditer, emedan de enligt dessas förmenande antagit fyra gudar: fadern, sonen, anden och "ett högre väsende, som till följd av sin natur och i och för sig vore Gud". Damianiternas lära fördömdes på mötet i Konstantinopel 565.